# 约翰斯·霍普金斯大学医学院
約翰霍普金斯大學醫學院（英語：The Johns Hopkins University School of Medicine，簡稱JHUSOM），位於美國馬里蘭州巴爾的摩市。為约翰斯·霍普金斯大学負責醫學教育培訓與研究的單位，現址在霍普金斯大學東巴爾地摩校区。
約翰霍普金斯大學醫學院不僅在醫學院排名上始終排名全美前三名，也是每年接受來自美國國家衛生研究院最多研究經費的研究單位。依據美國新聞與世界報導評鑑（U.S. News and World Report）：其下的主要教學醫院（约翰斯·霍普金斯医院）自1991到2011年間連續21年排名全美第一的醫院，2012年排名第二，至2013又奪回最佳醫院寶座。